# Friedrich Engels
Friedrich Engels (Barmen (Wuppertal), 28 november 1820 - Londen, 5 augustus 1895) was een Duitse industrieel, sociaal wetenschapper, auteur en filosoof. Als politiek (socialistisch) theoreticus was hij in de 19e eeuw ten tijde van de Industriële Revolutie en het rijzen van het daardoor ontstane sociale vraagstuk omtrent het lot van de snelgroeiende arbeidersklasse de stichter van de marxistische theorie, samen met Karl Marx. In 1845 publiceerde hij De Toestand van de Arbeidersklasse in Engeland, gebaseerd op persoonlijke waarnemingen en onderzoek. In het "revolutiejaar" 1848 was hij medeauteur van Het Communistisch Manifest samen met Karl Marx en later steunde hij Marx financieel om onderzoek te doen en Het Kapitaal te schrijven. Na Marx' dood in 1883 bewerkte hij het tweede en derde deel. Bovendien organiseerde Engels Marx' nota's over de "Theorieën over de Meerwaarde" en dit door hem verzameld en geredigeerd materiaal werd later gepubliceerd als het "vierde deel" van Het Kapitaal.

## Biografie
Engels werd geboren in Barmen (het tegenwoordige Wuppertal) als de oudste zoon van een succesvolle Duitse textielbaron. Als jongeman werd hij door zijn vader naar Engeland gestuurd om diens katoenfabriek in Manchester te helpen runnen. Gechoqueerd door de grootschalige armoede werkte hij na zijn terugkeer uit Engeland naar Duitsland in november 1844 tot maart 1845 aan zijn verslag daarover, getiteld Die Lage der arbeitenden Klasse in England (De toestand van de arbeidersklasse in Engeland). Dit in 1845 verschenen werk was Engels’ eerste belangrijke eigen publicatie.
In datzelfde jaar begon Engels artikelen te schrijven voor een krant genaamd ‘de Duits-Franse jaarboeken’ die gepubliceerd werd door Karl Marx in Parijs. Na hun eerste persoonlijke ontmoeting kwamen ze erachter dat ze dezelfde ideeën hadden over kapitalisme en ze besloten meer samen te gaan werken. De artikelen van Engels zetten Marx ertoe aan de economische theorieën te gaan bestuderen. Nadat Marx uit Frankrijk werd verbannen in januari 1845 besloten de twee naar België te verhuizen, dat toentertijd toleranter tegenover de vrijheid van meningsuiting stond dan andere landen in Europa.
In juli 1845 nam Engels Marx mee naar Engeland. Daar ontmoette hij een Ierse arbeidster genaamd Mary Burns. Hij zou met haar samen zijn tot aan haar dood, hierna ging hij een relatie aan met haar zuster Lizzie. Deze vrouwen zouden hem met de Chartistenbeweging in contact hebben kunnen brengen, waarvan Engels verscheidene leiders ontmoette, onder wie George Harney. Engels en Marx keerden terug naar Brussel in januari 1846 waar ze het ‘Communistische Correspondentie-Comité’ oprichtten. Het idee was om socialistische leiders uit heel Europa te verenigen. Beïnvloed door Marx' ideeën hielden socialisten in Engeland een bijeenkomst waar ze een nieuwe organisatie genaamd de Bond der Communisten vormden. Engels trad hierbij op als vertegenwoordiger en had veel invloed op de ontwikkelde strategie van de bond.
In 1847 begonnen Engels en Marx samen een pamflet te schrijven. Het was gebaseerd op Engels' ‘De beginselen van communisme’. Het pamflet van 12.000 woorden werd voltooid in zes weken en op zo'n manier geschreven om communisme voor een breed publiek begrijpelijk te maken. Het heette het 'communistisch manifest’ en werd gepubliceerd in februari van het revolutiejaar 1848. In maart werden zowel Engels als Marx uit België verbannen. Ze verhuisden naar Keulen en begonnen daar de radicale krant ‘De nieuw-Rijnse Krant’ (de Neue Rheinische Zeitung) uit te geven.
Engels was een actieve deelnemer aan de opstand in Elberfeld tijdens de Revolutie van 1848. Hij vocht in de Baden-campagne tegen de Pruisen (juni/juli 1849) als persoonlijk adjudant van August Willich die de leider was van een vrijkorps dat deelnam aan de opstand in Baden.
In 1849 werden wederom zowel Marx als Engels gedwongen Duitsland te verlaten, waarna ze verhuisden naar Londen. De Pruisische autoriteiten probeerden de Britse overheid over te halen om de twee mannen te verbannen, maar premier John Russell weigerde dit te doen. Met slechts het geld dat Engels kon werven leefde de familie Marx in extreme armoede.
Om Marx van een inkomen te kunnen voorzien, keerde Engels terug naar de fabriek in Manchester om voor zijn vader te werken, voordat hij in 1870 naar Londen verhuisde. Na Marx' dood in 1883 wijdde Engels een groot deel van de rest van zijn leven aan het vertalen en aanpassen van Marx' geschriften. Hij heeft echter ook veel bijgedragen aan het feminisme, waarbij hij stelt dat het concept van een monogaam huwelijk slechts dient de echtgenoot te garanderen dat zijn eigen kinderen zijn erfgenamen zullen zijn. In het boek "De oorsprong van het gezin, van de particuliere eigendom en van de staat" legt hij een verband tussen de economisch-politieke ontwikkelingen en de organisatie van opvoeding en seksualiteit vanaf de oertijd tot aan de negentiende eeuw.
Friedrich Engels overleed aan keelkanker in Londen in augustus 1895, op 74-jarige leeftijd. Hij liet zijn twee erfgenamen een verzameling na van ruim 1000 flessen wijn en champagne, plus een fortuin, van 3,1 miljoen Britse pond gecorrigeerd naar de hedendaags waarde.

### Samen met Karl Marx
- 1845-1846 – De Duitse Ideologie (postuum, 1932)
- 1848 – Manifest van de Communistische Partij[18]